# Parascutigera sphinx
Parascutigera sphinx är en mångfotingart som beskrevs av Karl Wilhelm Verhoeff 1925. Parascutigera sphinx ingår i släktet Parascutigera och familjen spindelfotingar. Inga underarter finns listade i Catalogue of Life.